# Pleuroprucha hypoxia
Pleuroprucha hypoxia là một loài bướm đêm trong họ Geometridae.